# Audrey Esi Swatson
Audrey Esi Swatson, de son vrai nom Audrey Maame Esi Swatson, née le 23 février 1997, est la plus jeune ghanéenne à avoir obtenu une licence de pilote sur des lignes aériennes commerciales.

## Enfance et éducation
Swatson naît le 23 février 1997,. Elle est originaire de Saltpond, la capitale du district municipal de Mfantsiman dans la région centrale du sud du Ghana. Elle fait ses études de base à l'école de l'Université du Ghana et ses études secondaires au Ghana Christian International High School (Dodowa) où elle étudie les sciences générales,.
Après avoir terminé le lycée à l'âge de 18 ans, elle est admise à la Mach1 Aviation Academy de Johannesburg pour y suivre une formation et réaliser son rêve de devenir pilote.

## Carrière
Swatson effectue son premier vol en solo avec Mach1 Aviation Academy le 4 avril 2016 à l'âge de 19 ans. Elle est maintenant titulaire d'une licence de pilote professionnel aux normes de la South African Civil Aviation Authority. Elle effectue un total de 210 heures pendant toute la durée de ses études complétée par l'obtention de sa licence commerciale.
Swatson crée une compagnie aérienne appelée Excel Aviation Company.
Depuis 2019, elle est copilote chez Passion Air au Ghana, exploitant l'avion De Havilland Canada Dash 8.

## Prix et distinctions
Le ministère de l'Aviation au Ghana célèbre Swatson. En 2016, elle assiste à une conférence parrainée aux États-Unis en tant que première femme pilote africaine par International Women in Aviation. Elle reçoit une nomination et des honneurs aux Futur Awards Africa Prize for Young Person of the Year au Ghana,,.
Elle reçoit le prix Female Young Achiever aux Exclusive Men of the Year Africa Awards 2022.